# Uklejki
Uklejki – przysiółek wsi Rogowo w Polsce, położony w województwie zachodniopomorskim, w powiecie łobeskim, w gminie Radowo Małe. Wchodzi w skład sołectwa Rogowo.
W latach 1975–1998 przysiółek należał administracyjnie do województwa szczecińskiego.